# Moravský Karlov
Moravský Karlov (německy Mährisch Karlsdorf) je vesnice, část obce Červená Voda v okrese Ústí nad Orlicí. Nachází se asi 2,5 km na jihovýchod od Červené Vody. Prochází tudy regionální železniční trať Lichkov – Štíty. V roce 2009 zde bylo evidováno 63 adres. V roce 2001 zde trvale žilo 57 obyvatel.
Moravský Karlov je také název katastrálního území o rozloze 6,83 km2.

## Historie
První písemná zmínka o obci pochází z roku 1630.
| Rok            | 1869 | 1880 | 1890 | 1900 | 1910 | 1921 | 1930 | 1950 | 1961 | 1970 | 1980 | 1991 | 2001 | 2011 | 2021 |
| -------------- | ---- | ---- | ---- | ---- | ---- | ---- | ---- | ---- | ---- | ---- | ---- | ---- | ---- | ---- | ---- |
| Počet obyvatel | 1229 | 1211 | 1156 | 1028 | 830  | 746  | 677  | 314  | 221  | 155  | 107  | 80   | 57   | 74   | 75   |

## Osobnosti
- Veronika Demuth, ovdovělá Lehans, podruhé vdaná ze Johanna Böhlera (nar. 4. 2. 1706 v Moravském Karlově, zemřela v Bethanii na ostrově sv. Jana dne 5. 10. 1765). Pocházela z těžce zkoušené českobratrské rodiny, emigrovala v roce 1729 do Herrnhutu. Pracovala (mimo jiné) jako misionářka moravské církve na ostrově svatého Tomáše v Africe.
- Anna Maria Demuth, provdaná Lawatsch (17. 11. 1712 Moravský Karlov – 20. 1. 1760 Bethlem), emigrovala roku 1730, v letech 1740–1744 zastávala funkci generální starší v moravské církvi v Herrnhutu. Její ovdovělý manžel byl v roce 1764 misionářem v Surinamu.
- Anna Regina Demuth, ovdovělá Diehl, jejím druhým manželem byl Georg Johann Stahlmann. Narodila se 25. 10. 1719 v Moravském Karlově, zemřela dne 6. 3. 1779 v Tranquebaru v Indii, kde působila jako misionářka a kde zemřel dne 16. 6. 1770 i její druhý manžel.

Podrobné informace jsou obsaženy v monografii Edity Štěříkové.

## Pamětihodnosti
- Kostel sv. Josefa Kalasánského